# Данілов Сергій Володимирович
Сергі́й Володи́мирович Дані́лов — старший лейтенант Збройних сил України, учасник російсько-української війни

## З життєпису
Станом на грудень 2016-го — в складі 72-ї гвардійської ОМБР.

## Нагороди
За особистий внесок у зміцнення обороноздатності Української держави, мужність, самовідданість і високий професіоналізм, виявлені під час виконання військового обов'язку, та з нагоди Дня Збройних Сил України нагороджений орденом Богдана Хмельницького III ступеня (2.12.2016).